# ブーアの森へ
「ブーアの森へ」（ブーアのもりへ）は、忌野清志郎の楽曲。2002年4月・5月に、NHKの音楽番組『みんなのうた』で放送された。2002年4月24日にCCCDで発売。発売元はavex io。

## 解説
avex ioのサブ･レーベル､avex io kids第1弾シングル｡せがわきり・作、忌野が画伯として挿絵を描いた環境絵本『ブーアの森ヘ』のために書き下ろした。

## 収録曲
作詞・作曲・編曲：忌野清志郎
1. ブーアの森へ（みんなのうたバージョン）　2:30
2. ブーアの森 （ドラマ）　6:59
3. ブーアの森へ（ロング･バージョン）　3:47
4. プリプリ･ベイビー　2:02
5. ブーアの森へ（ロング･バージョン・カラオケ）　3:46